# Konenia bambusae
Konenia bambusae är en svampart som beskrevs av Hara 1913. Konenia bambusae ingår i släktet Konenia, divisionen sporsäcksvampar och riket svampar.   Inga underarter finns listade i Catalogue of Life.